# Thymbra
Thymbra je rod cvjetnica s 6 vrsta polugrmova iz porodice Lamiaceae. Rod je raširen po zemljamna Sredozemlja, i na istok do Arapskog poluotoka i Irana. 
Vrsta glavičasta materinka (u Hrvatskoj autohtona), čiji je sinonim Thymbra capitata (L.) Cav., pripada monotipičnom vlastitom rodu Coridothymus.
Opisan je 1753. Tipična je Thymbra spicata L., polugrm raširen od Grčke na istok preko Turske do Irana.

## Vrste
1. Thymbra calostachya (Rech.f.) Rech.f.
2. Thymbra capitata (L.) Cav.; prema GBIF–u[2] i Kew–u[1]
3. Thymbra linearifolia (Brullo & Furnari) Bräuchler
4. Thymbra nabateorum (Danin & Hedge) Bräuchler
5. Thymbra sintenisii Bornm. & Azn.
6. Thymbra spicata L.
7. Thymbra thymbrifolia (Hedge & Feinbrun) Bräuchler

## Sinonimi
- Abulfali Adans.; Fam. 2: 190 (1763)